# Liste des ambassadeurs de Russie en Côte d'Ivoire
L'ambassadeur extraordinaire et plénipotentiaire de la Fédération de Russie en République de Côte d'Ivoire est le représentant officiel du président et du gouvernement de la Fédération de Russie auprès du président et du gouvernement de la Côte d'Ivoire,,.
L'ambassadeur de Russie et son personnel travaillent en général à l' ambassade de Russie à Abidjan. Le poste d'ambassadeur de Russie en Côte d'Ivoire est actuellement occupé par Aleksei Eduardovich Saltykov (en), en poste depuis le 14 juillet 2022. Avec la fermeture de l'ambassade de Ouagadougou au Burkina Faso voisin en 1992, l'ambassadeur en Côte d'Ivoire s'est vu attribuer une double accréditation en tant qu'ambassadeur au Burkina Faso, jusqu'à la réouverture de l'ambassade de Ouagadougou en 2023 et la nomination d'un ambassadeur au Burkina Faso l'année suivante.

## Histoire des relations diplomatiques
Les relations diplomatiques entre l'Union soviétique et la Côte d'Ivoire ont été établies le 18 février 1967. Le premier ambassadeur, Sergey Petrov (diplomat) (en), a été nommé le 7 septembre 1967 et a présenté ses lettres de créance le 13 novembre 1967. À la demande du gouvernement ivoirien, les relations diplomatiques ont été rompues en 1969 et les ambassadeurs ont été rappelés. Les relations diplomatiques ont été rétablies le 21 août 1986 et Boris Minakov a été nommé ambassadeur. Avec la dissolution de l'Union soviétique en 1991, l'ambassadeur soviétique en exercice, Mikhail Mayorov (en), a continué comme représentant de la Fédération de Russie jusqu'en 1995. Avec la fermeture de l'ambassade de Ouagadougou au Burkina Faso en 1992, l'ambassadeur en Côte d'Ivoire a également été accrédité comme ambassadeur non-résident au Burkina Faso, jusqu'à la réouverture de l'ambassade au Burkina Faso en 2023 et la nomination d'un ambassadeur en 2024,,.

## Liste des représentants (1967 – présent)

### Union soviétique en Côte d'Ivoire (1967-1991)
| Nom                                                | Titre       | Rendez-vous      | Terminaison      | Notes |
| -------------------------------------------------- | ----------- | ---------------- | ---------------- | ----- |
| Sergey Petrov (diplomat) (en)                      | Ambassadeur | 7 septembre 1967 | 30 mai 1969      |       |
| Relations diplomatiques interrompues (1969 - 1986) |             |                  |                  |       |
| Boris Minakov                                      | Ambassadeur | 21 août 1986     | 7 décembre 1990  |       |
| Mikhail Mayorov (en)                               | Ambassadeur | 7 décembre 1990  | 25 décembre 1991 |       |

### Fédération de Russie vers la Côte d'Ivoire (1991 - présent)
| Nom                               | Titre       | Rendez-vous      | Terminaison     | Notes                                                              |
| --------------------------------- | ----------- | ---------------- | --------------- | ------------------------------------------------------------------ |
| Mikhail Mayorov (en)              | Ambassadeur | 25 décembre 1991 | 26 juin 1995    | Simultanément ambassadeur au Burkina Faso après le 2 novembre 1992 |
| Georgy Chernovol (en)             | Ambassadeur | 26 juin 1995     | 29 mars 2000    | Simultanément ambassadeur au Burkina Faso                          |
| Alexandre Trofimov                | Ambassadeur | 29 mars 2000     | 8 juin 2006     | Simultanément ambassadeur au Burkina Faso                          |
| Oleg Kovalchuk (en)               | Ambassadeur | 8 juin 2006      | 29 octobre 2010 | Simultanément ambassadeur au Burkina Faso                          |
| Viktor Rogov (en)                 | Ambassadeur | 11 février 2011  | 18 janvier 2016 | Simultanément ambassadeur au Burkina Faso                          |
| Vladimir Baykov (en)              | Ambassadeur | 18 janvier 2016  | 14 juillet 2022 | Simultanément ambassadeur au Burkina Faso                          |
| Aleksei Eduardovich Saltykov (en) | Ambassadeur | 14 juillet 2022  |                 | Parallèlement ambassadeur au Burkina Faso jusqu'au 3 mai 2024      |